# Syðradalur, Kalsoy
Syðradalur (IPA: [ˈsiːɹaˌdɛalʊɹ], danska: Sydredal) är en by på ön Kalsoy i Färöarna. Syðradalur är den sydligast belägna orten på ön och ligger i Húsars kommun. Vid folkräkningen 2015 hade orten 6 invånare. Politikern Bjørn Kalsø kommer från orten.

## Historia
Syðradalur är en niðursetubygd och grundlades under början av 1800-talet av invånare från Blankskáli på sydvästsidan av ön. Orten ska dock också ha varit bebodd under 1600-talet, men varför den senare ska ha blivit avfolkad är okänt. 1855 blev en båt från byn skadad av en stor våg och en man blev meddragen ut till havs. 1963 förolyckades en båt från orten, och denna gång omkom tre män och avfolkningen förstärktes ytterligare.
Ett tunnelsystem som färdigställdes 1985 förbinder Syðradalur med de andra orterna på ön. MF "Sam" trafikerar linjen Syðradalur och Klaksvík 6-9 gånger dagligen, och vidare finns det bussavgångar från orten hela vägen ut till Trøllanes, 2-4 gånger dagligen.
2009 introducerades husnummer på orten, och samtidigt fick gatorna namn. Gatorna heter idag Dalsgøta, á Bakkanum och Knúksdalur.

## Befolkningsutveckling
| Befolkningsutvecklingen i Syðradalur 1985–2015 | Befolkningsutvecklingen i Syðradalur 1985–2015 | Befolkningsutvecklingen i Syðradalur 1985–2015 | Befolkningsutvecklingen i Syðradalur 1985–2015 | Befolkningsutvecklingen i Syðradalur 1985–2015 |
| ---------------------------------------------- | ---------------------------------------------- | ---------------------------------------------- | ---------------------------------------------- | ---------------------------------------------- |
|                                                |                                                |                                                |                                                |                                                |
| År                                             |                                                |                                                | Folkmängd                                      |                                                |
| 1985                                           | 1985                                           |                                                | 12                                             |                                                |
| 1990                                           | 1990                                           |                                                | 8                                              |                                                |
| 1995                                           | 1995                                           |                                                | 8                                              |                                                |
| 2000                                           | 2000                                           |                                                | 14                                             |                                                |
| 2005                                           | 2005                                           |                                                | 6                                              |                                                |
| 2010                                           | 2010                                           |                                                | 7                                              |                                                |
| 2015                                           | 2015                                           |                                                | 6                                              |                                                |
|                                                |                                                |                                                |                                                |                                                |